# Abarth Grande Punto S2000
La Abarth Grande Punto S2000 (nelle stagioni 2006 e 2007 era denominata Fiat Grande Punto S2000), è una autovettura da competizione, basata sulla Abarth Grande Punto, specificatamente progettata per partecipare alle competizioni di rally riservate alle vetture Super 2000, quali l'Intercontinental Rally Challenge (IRC), il Super 2000 World Rally Championship (SWRC), il Campionato del mondo rally vetture di produzione (PWRC) o il Campionato europeo rally.

## Storia
Dalla stagione 2008, la vettura da Fiat Grande Punto S2000 è diventata Abarth Grande Punto S2000, in quanto la Abarth Grande Punto ha cominciato ad essere prodotta in serie, dando quindi alla Abarth la possibilità di rispondere ai regolamenti dei vari campionati direttamente con la Fiat Grande Punto elaborata nei propri stabilimenti e non in quelli della casa madre FIAT.

## Palmarès
- 2 Campionato italiano rally (Paolo Andreucci nel 2006, Giandomenico Basso nel 2007)
- 1 Intercontinental Rally Challenge (Giandomenico Basso nel 2006)
- 4 Campionati europei rally (Giandomenico Basso nel 2006 e 2009, Luca Rossetti nel 2010 e 2011)
- 1 Campionato spagnolo rally (Miguel Fuster nel 2007)

### Vittorie nei rally

#### IRC
| # | Anno | Rally                            | Pilota             | Navigatore     |
| - | ---- | -------------------------------- | ------------------ | -------------- |
| 1 | 2006 | 42° Belgium Ypres Westhoek Rally | Giandomenico Basso | Mitia Dotta    |
| 2 | 2006 | 47° Rali Vinho da Madeira        | Giandomenico Basso | Mitia Dotta    |
| 3 | 2006 | 48° Rallye Sanremo               | Paolo Andreucci    | Anna Andreussi |
| 4 | 2007 | 55° KCB Safari Rally             | Andrea Navarra     | Guido d'Amore  |
| 5 | 2007 | Rally Russia 2007                | Anton Alén         | Timo Alanne    |
| 6 | 2007 | 48° Rali Vinho da Madeira        | Giandomenico Basso | Mitia Dotta    |
| 7 | 2008 | 45° Rally Principe de Asturias   | Giandomenico Basso | Mitia Dotta    |
| 8 | 2008 | 50° Rallye Sanremo               | Giandomenico Basso | Mitia Dotta    |
| 9 | 2009 | 50° Rali Vinho da Madeira        | Giandomenico Basso | Mitia Dotta    |

#### ERC
| #  | Anno | Rally                              | Pilota             | Navigatore        |
| -- | ---- | ---------------------------------- | ------------------ | ----------------- |
| 1  | 2006 | 30° Rally 1000 Miglia              | Paolo Andreucci    | Anna Andreussi    |
| 2  | 2006 | 35° Fiat Rally                     | Giandomenico Basso | Mitia Dotta       |
| 3  | 2006 | 42° Belgium Ypres Westhoek Rally   | Giandomenico Basso | Mitia Dotta       |
| 4  | 2006 | 37° Rally Bulgaria                 | Giandomenico Basso | Mitia Dotta       |
| 5  | 2006 | 47° Rali Vinho da Madeira          | Giandomenico Basso | Mitia Dotta       |
| 6  | 2007 | 32° ELPA Rally                     | Volkan Isik        | Kaan Özsenler     |
| 7  | 2007 | 42° Rallye d'Antibes - Côte d'Azur | Renato Travaglia   | Simone Scattolin  |
| 8  | 2008 | 35° INA Croatia Delta Rally        | Corrado Fontana    | Renzo Casazza     |
| 9  | 2008 | 49° Rali Vinho da Madeira          | Giandomenico Basso | Mitia Dotta       |
| 10 | 2008 | 38° Barum Rally Zlín               | Renato Travaglia   | Lorenzo Granai    |
| 11 | 2009 | 33° Rally 1000 Miglia              | Giandomenico Basso | Mitia Dotta       |
| 12 | 2009 | 45° Belgium Ypres Westhoek Rally   | Giandomenico Basso | Mitia Dotta       |
| 13 | 2009 | 40° Rally Bulgaria                 | Giandomenico Basso | Mitia Dotta       |
| 14 | 2009 | 50° Rali Vinho da Madeira          | Giandomenico Basso | Mitia Dotta       |
| 15 | 2009 | 33° ELPA Rally                     | Giandomenico Basso | Mitia Dotta       |
| 16 | 2009 | 44° Rallye d'Antibes - Côte d'Azur | Giandomenico Basso | Mitia Dotta       |
| 17 | 2009 | 50° Rallye International du Valais | Giandomenico Basso | Mitia Dotta       |
| 18 | 2010 | 34° Rally 1000 Miglia              | Luca Rossetti      | Matteo Chiarcossi |
| 19 | 2010 | 37° Rally Croatia                  | Luca Rossetti      | Matteo Chiarcossi |
| 20 | 2010 | 39° Bosphorus Rally                | Luca Rossetti      | Matteo Chiarcossi |
| 21 | 2010 | 51° Rallye International du Valais | Luca Rossetti      | Matteo Chiarcossi |
| 22 | 2011 | 35° Rally 1000 Miglia              | Luca Rossetti      | Matteo Chiarcossi |
| 23 | 2011 | 38° Rally Croatia                  | Luca Rossetti      | Matteo Chiarcossi |
| 24 | 2011 | 42° Rally Bulgaria                 | Luca Rossetti      | Matteo Chiarcossi |
| 25 | 2011 | 52° Rali Vinho da Madeira          | Luca Rossetti      | Matteo Chiarcossi |
| 26 | 2011 | 46° Rallye d'Antibes - Côte d'Azur | Luca Rossetti      | Matteo Chiarcossi |